# Hermandad de los Gitanos (Málaga)
La Hermandad de los Gitanos, cuya denominación oficial y completa es Excelentísima, Muy Ilustre y Venerable Hermandad y Cofradía de Nazarenos de Nuestro Padre Jesús de la Columna y María Santísima de la O, es una cofradía malagueña, miembro de la Agrupación de Cofradías, que participa en la Semana Santa de Málaga.

## Historia

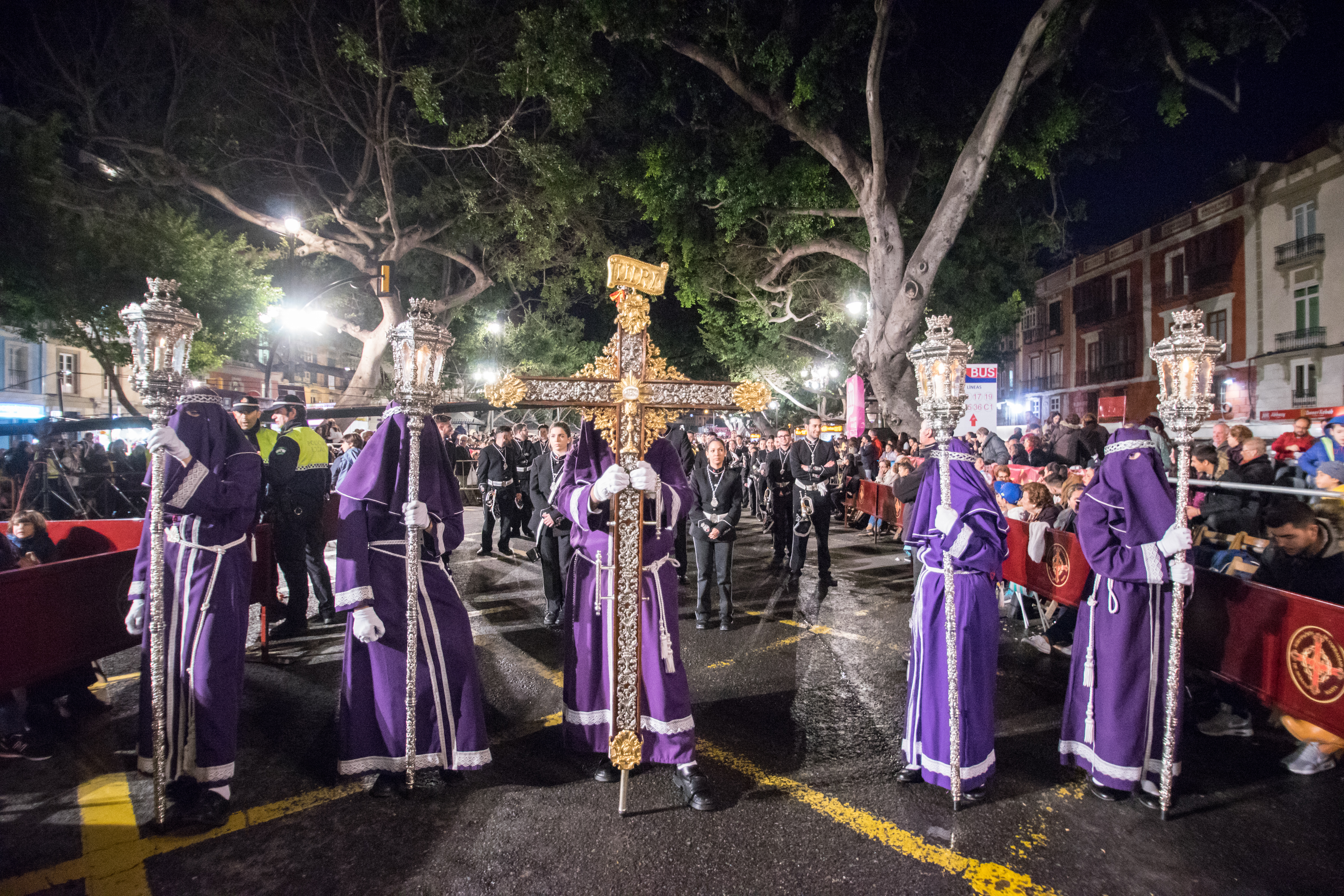
Cruz Guía de la Cofradía.

La primera referencia histórica a la hermandad la encontramos en 1682, en un testamento, el que se nombra a la Hermandad del Santo Cristo de la Columna de la iglesia de la Merced.
En 1799 se vuelve a encontrar una noticia concerniente a la hermandad, la cual convocó un concurso para elegir el escultor que tallaría al Cristo, saliendo elegido Francisco de Paula Gómez Valdivieso.
La imagen no es procesionada hasta mediados del siglo XIX, debido a la dedicación a la labor asistencial de los enterramientos de los hermanos.
En los años 1920 resurge con fuerza, pero en 1931 pierde todo su patrimonio, excepto dos ángeles que iban en la peana del Señor, tallados por Valdevieso y que prosesionan con el actual Cristo. En 1936 la hermandad se disuelve, para reorganizarse al fin de la Guerra Civil, en 1939.
El 25 de marzo de 2000, el Cristo de la Columna presidió el Vía crucis Jubilar.
En 2002 se culmina la construcción de la primera parte de la actual Casa Hermandad (que originalmente iba a ser la Casa Hermandad, propiamente dicha), donde se encuentra el Salón de tronos.

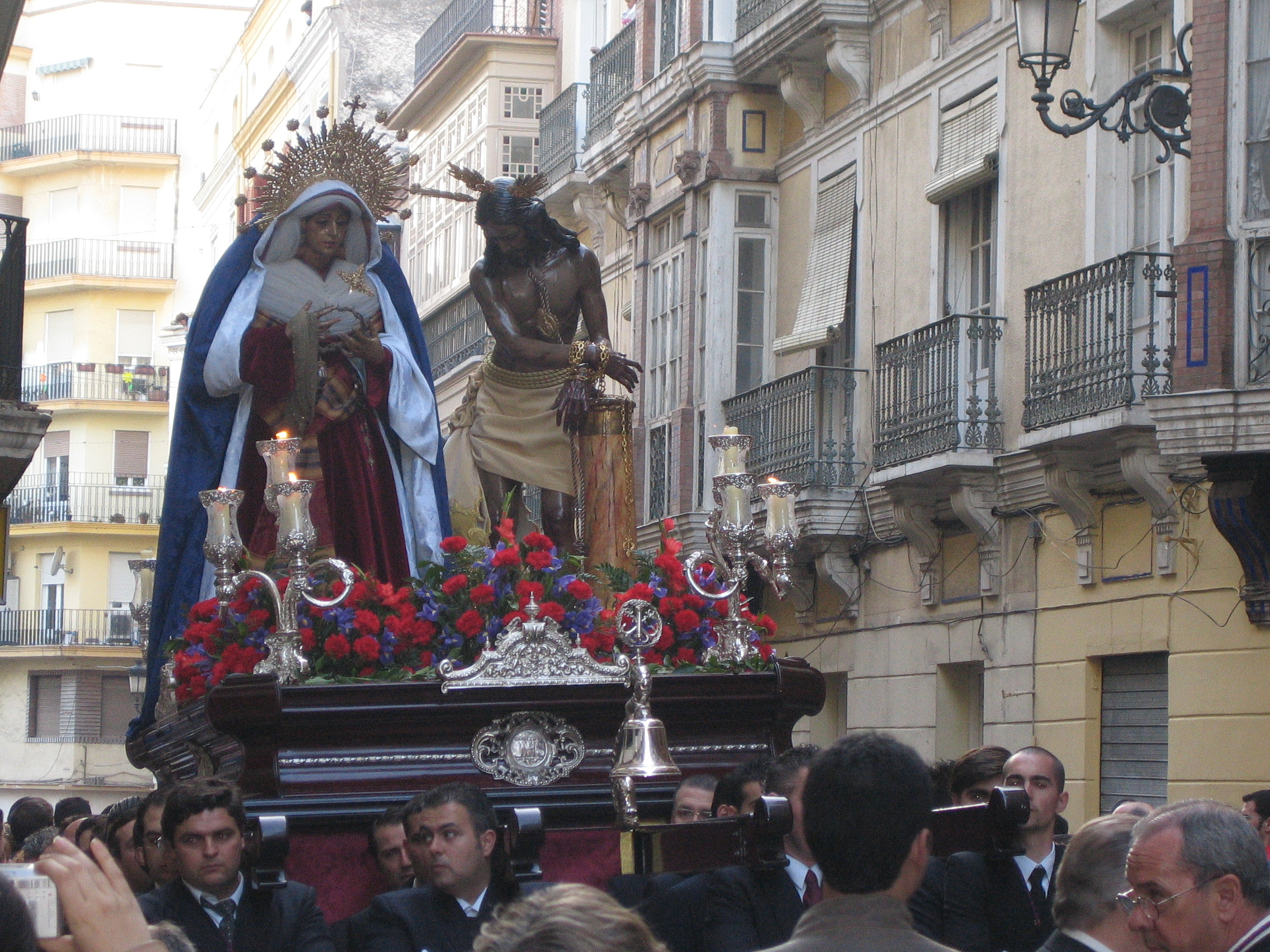
Traslado de los titulares.

El 23 de septiembre de 2017 se realizó el 75 aniversario de Cristo de la Columna acompañado de la Banda de Tres Caídas de Triana ( Sevilla)
El 30 de octubre el Cristo de la Columna salió a las calles de Málaga por motivo de los 100 años de la agrupación de las cofradías después de 2 semanas santas sin poder por la pandemia.

## Imágenes
- Nuestro Padre Jesús de la Columna es obra de Juan Vargas Cortés (1942), restaurado por Francisco Buiza.
- María Santísima de la O es obra de Francisco Buiza (1970).

## Tronos
- El trono del Cristo es obra de Francisco Palma Burgos del año 1947, es de madera tallada y dorada de estilo neobarroco.
- El trono de la Virgen está elaborado entre los años 1979 y 1995, siendo el cajillo de Villarreal, los arbotantes, candelería de Cristóbal Martos y la peana de Seco Velasco. Manto y palio bordado en oro por Juan Rosén.

## Sede
|                                                                |
| Iglesia de los Santos Mártires (1682 - 2020; 2022 - presente). |

|                                    |
| Iglesia de San Juan (2020 - 2022). |

## Marchas dedicadas
Banda de Música:
- Columna de la Merced, Rafael Hernández Moreno (1992)
- Cristo de los Gitanos, Rafael Hernández Moreno (1992)
- Reina de los Mártires, Rafael Hernández Moreno (1992)
- Virgen de la O, Rafael Hernández Moreno (1992)
- Coronación de María Stma de la O, José María Puyana Guerrero (1995)
- Al Cristo de los Gitanos, Francisco Cano Ruíz (1997)
- A María de la O, Gabriel Robles Ojeda (s/f)
- Atardecer Gitano, Gabriel Robles Ojeda (2005)
- La Virgen de la O, Antonio Moreno Pozo (2013)
- Saeta malagueña a María Santísima de la O, Francisco Javier Moreno Ramos (2014)
- La Madre de Dios, Francisco Jesús Flores Matute (2020)
- Señora de la Dulce Esperanza, Juan Carlos Sempere Bomboi (2020)
- La Luz de María, Alberto Muñoz Fernández (2023)

Cornetas y Tambores:
- Gitano de mi amargura, Javier Anaya (2008)
- Rey de los Gitanos, Adolfo Gálvez (2009)

'Capilla Musical:'
- María Santísima de la O, Francisco Jesús Flores Matute (2013)

## Recorrido Oficial
| Predecesor: La Pasión | Orden de entrada en el Recorrido Oficial (Lunes Santo) 3.er lugar | Sucesor: Dolores del Puente |